# Rataje (powiat wrzesiński)
Rataje – wieś w Polsce położona w województwie wielkopolskim, w powiecie wrzesińskim, w gminie Pyzdry przy drodze wojewódzkiej nr 466.
Wieś królewska należała do starostwa pyzdrskiego, pod koniec XVI wieku do powiatu pyzdrskiego województwa kaliskiego. W latach 1975–1998 miejscowość należała administracyjnie do województwa konińskiego.
We wsi znajduje się zabytkowy dwór.